# Dževat Prekazi
Dževat Prekazi (albanisch Xhevat Prekazi, türkisch Cevad Prekazi, serbisch-kyrillisch Џеват Прекази, * 18. August 1957 in Kosovska Mitrovica, SFR Jugoslawien) ist ein ehemaliger jugoslawischer Fußballspieler. Neben dem serbischen besitzt er auch den türkischen Pass. Heute lebt Prekazi in Belgrad. Durch seine langjährige Tätigkeit für Partizan und Galatasaray Istanbul und der errungenen Erfolge wird er stark mit diesen Verein assoziiert. Auf Fan- und Vereinsseiten wird er als einer der bedeutendsten Spieler der Klubgeschichte bezeichnet. Zurzeit ist er Jugendtrainer bei OFK Belgrad.

## Vereinskarriere
Als 13-Jähriger begann Prekazi bei FK Remont Mitrovica mit dem Fußballspielen. Nach fünf Jahren in Trepčas Jugendabteilung heuerte er 1976 bei Partizan Belgrad an. Mit den Belgradern wurde er 1978 und 1983 Jugoslawischer Meister, erreichte 1979 das jugoslawische Pokalfinale und gewann 1978 den Mitropapokal.
Nach über 150 Einsätzen in sieben Jahren wechselte Prekazi 1983 zu Hajduk Split. In seiner ersten Saison in Split schaffte er mit seiner Mannschaft den jugoslawischen Pokalsieg. Jedoch konnte er sich nicht wirklich in der Mannschaft etablieren, er absolvierte nur 19 Spiele in zwei Spielzeiten, und verließ den Verein bereits nach zwei Jahren wieder.
Ab 1985 bis 1991 spielte Prekazi sehr erfolgreich für Galatasaray Istanbul. Zuvor soll ihn Zoran Simović zum Wechsel beflügelt haben. Dort trug er mit 169 Ligaspielen, in denen er 41 Tore erzielte, zu zwei Meisterschaften (1987 und 1988) und einer Vizemeisterschaft (1986) bei. Daneben gewann die Mannschaft 1991 den  Türkischen Pokal und gelangte 1989 bis ins Halbfinale des Europapokal der Landesmeister.
Zum Ausklang seiner Karriere spielte Prekazi noch für Altay İzmir  und Bakırköyspor, für beide Vereine absolvierte er jedoch nur wenige Spiele.

## Erfolge
- Jugoslawischer Meister 1978 und 1983
- Jugoslawischer Pokalsieger 1984
- Türkischer Meister 1987 und 1988
- Türkischer Pokalsieger 1991
- Mitropapokalsieger 1978